# 2010年成都漢服事件
2010年成都漢服事件是2010年10月16日（重陽節）在中華人民共和國成都市一名女士穿著的漢服被反日分子误當成是和服，而被強迫脫下並且被燒毀的事件。

## 事件經過
2010年10月16日（農曆庚寅年九月初九）是中國傳統節日重陽節，亦適逢2010年10月16日反日遊行。事件受害者當日身穿借自友人的「改良曲裾」漢服在成都市錦江區春熙路小科甲巷德克士餐廳吃饭。
受害者吃饭時，一位於反日遊行中之激進反日分子及其同行見到受害者身穿「疑似和服」而實為「漢服」，在餐廳吃饭，認為該餐廳乃日本人開設，遂衝入餐廳企圖破壞，並夥同餐廳外同伴起哄，要求受害者脫去身上漢服後將其燒毀。